# Општина Браништеа (Галац)
Браништеа (рум. Braniştea) општина је у Румунији у округу Галац.
Oпштина се налази на надморској висини од 16 m.